# Tôn giáo ở Slovakia

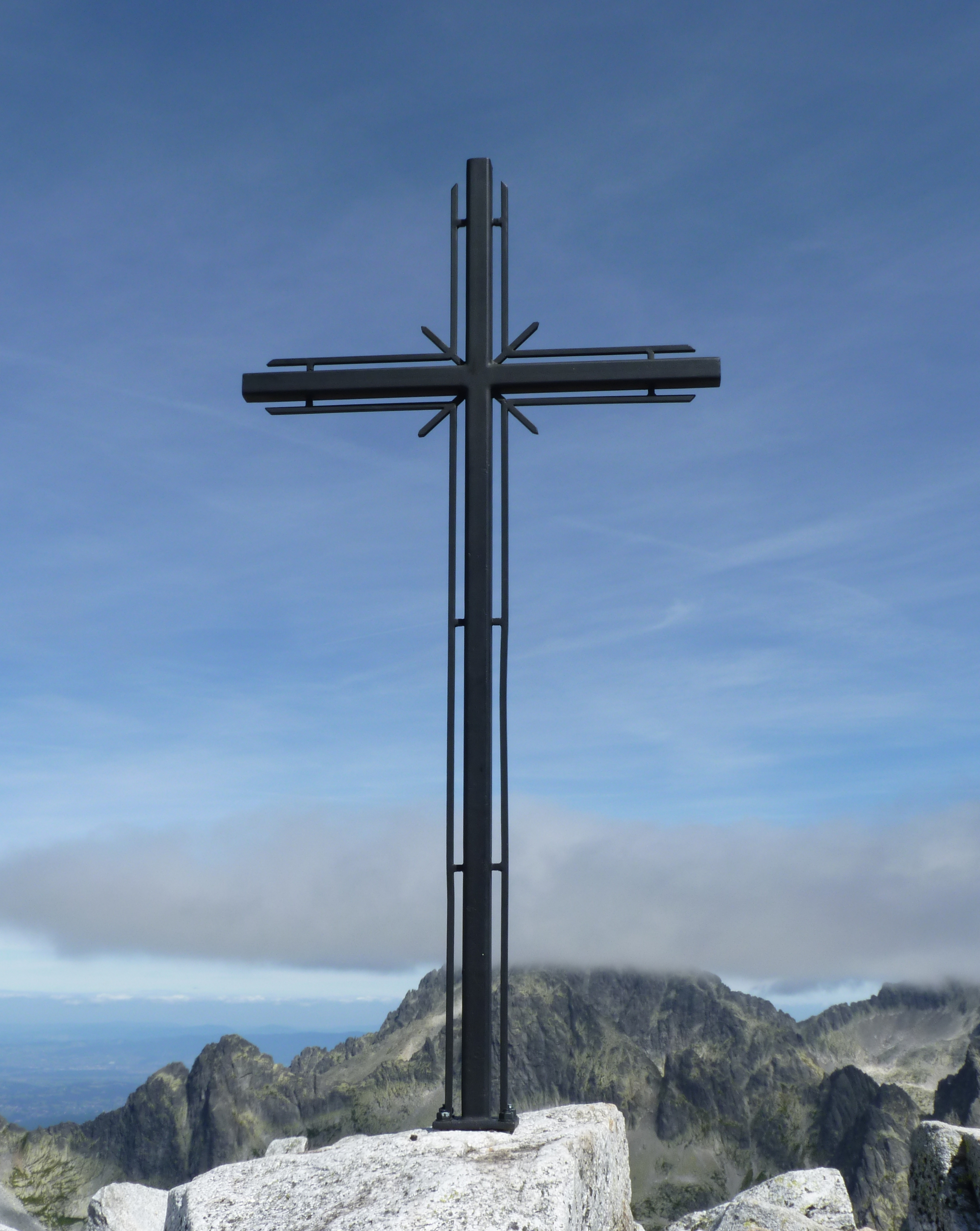
Cây thánh giá trên đỉnh núi Slavkovský štít ở dãy núi Tatra.

Cơ đốc giáo là tôn giáo chính ở Slovakia. Đa số người Slovakia (62%) thuộc Giáo hội Latinh của Công giáo; thêm 4% người nữa là người Công giáo Hy Lạp (Byzantine), tổng số người Công giáo chiếm tới 66%. Các thành viên của Giáo phái Tin lành, chủ yếu là Luther hoặc Thần học Calvin chiếm 9%. Các thành viên của những giáo phái khác, bao gồm cả những nhóm chưa đăng ký, chiếm 1,1% dân số. Các tín đồ Cơ đốc Chính thống phương Đông chủ yếu tìm thấy ở các khu vực của người Rutheny (Rusyns). Giáo hội Công giáo chia đất nước thành 8 giáo phận gồm 3 tổng giáo phận ở hai tỉnh khác nhau. Nhà thờ Công giáo Hy Lạp Slovakia là một nhà thờ trung tâm sui iuris với ba giáo phận ở Slovakia và một giáo phận ở Canada. Nhìn chung khoảng một phần ba thành viên giáo phái thường xuyên đi lễ nhà thờ.
Các tôn giáo khác được lưu hành ở Slovakia gồm Bahá'í giáo, Ấn Độ giáo, Hồi giáo và Do Thái giáo. Có 18 nhóm giáo phái và tôn giáo đã được đăng ký. Ước tính có 0,2% tín đồ Hồi giáo ở Slovakia vào năm 2010. Trong khi đất nước có dân số Do Thái ước tính trước Thế chiến II là 90.000 dân, thì ngày nay chỉ còn khoảng 2.300 người Do Thái. Năm 2010, ước tính có 5.000 tín đồ Hồi giáo ở Slovakia, chiếm chưa đến 0,1% dân số của quốc gia.
Năm 2016, Quốc hội Slovakia đã thông qua một dự luật yêu cầu tất các phong trào và tổ chức tôn giáo phải có tối thiểu 50.000 thành viên hành nghề đã được xác minh để được nhà nước ông nhân. Dự luật đã được hai bên đón nhận tích cực, vừa là phương án kiềm hãm những hong trào tôn giáo mới tiềm ẩn nguy hiểm và lạm dụng, vừa bị phê phán vì ủng hộ Cơ đốc giáo và vi phạm chủ nghĩa thế tục của quốc gia. Dự luật được thông qua bởi 2/3 thành viên của Quốc hội.

## Thống kê

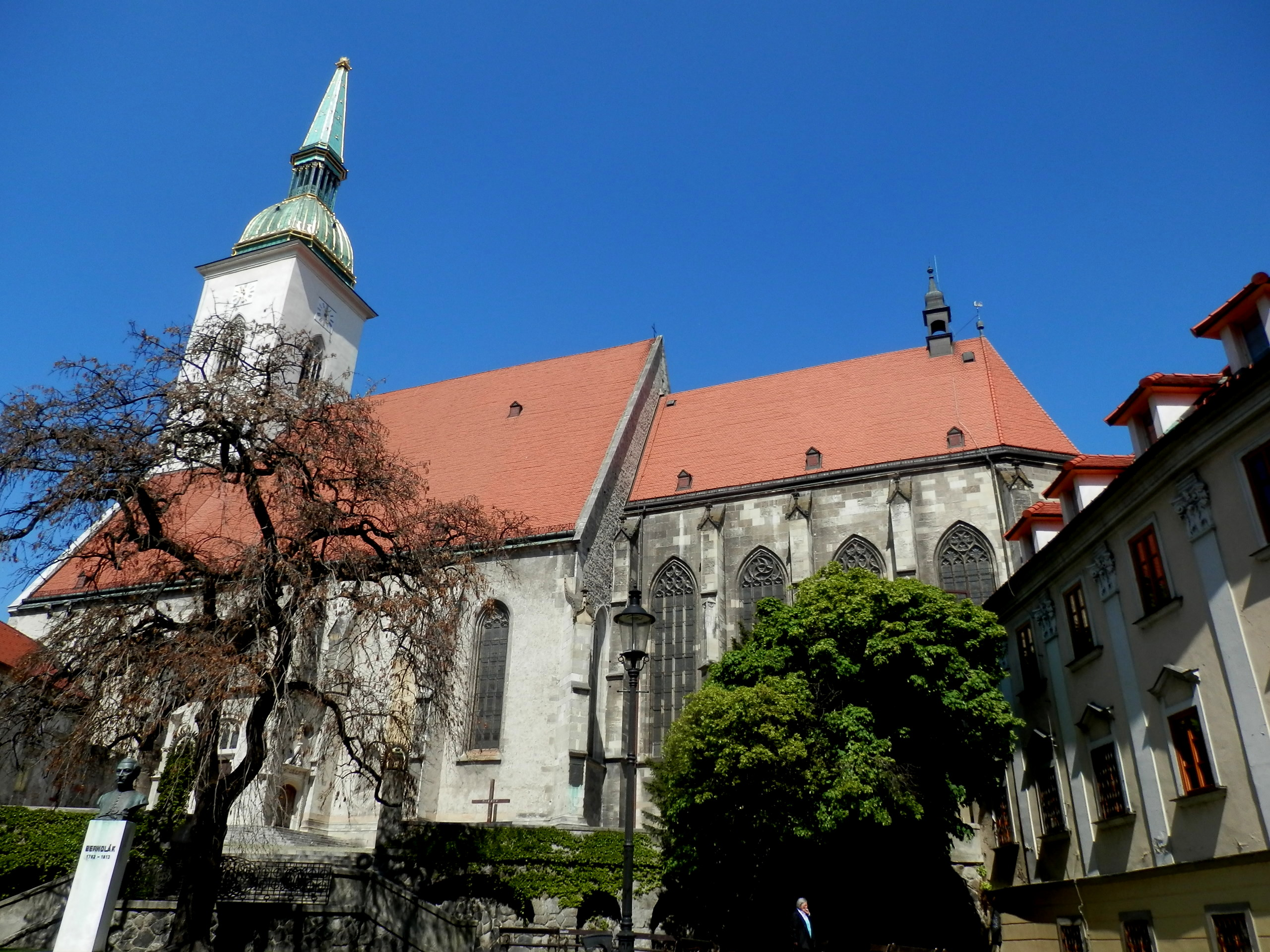
Nhà thờ Thánh Martin ở Bratislava
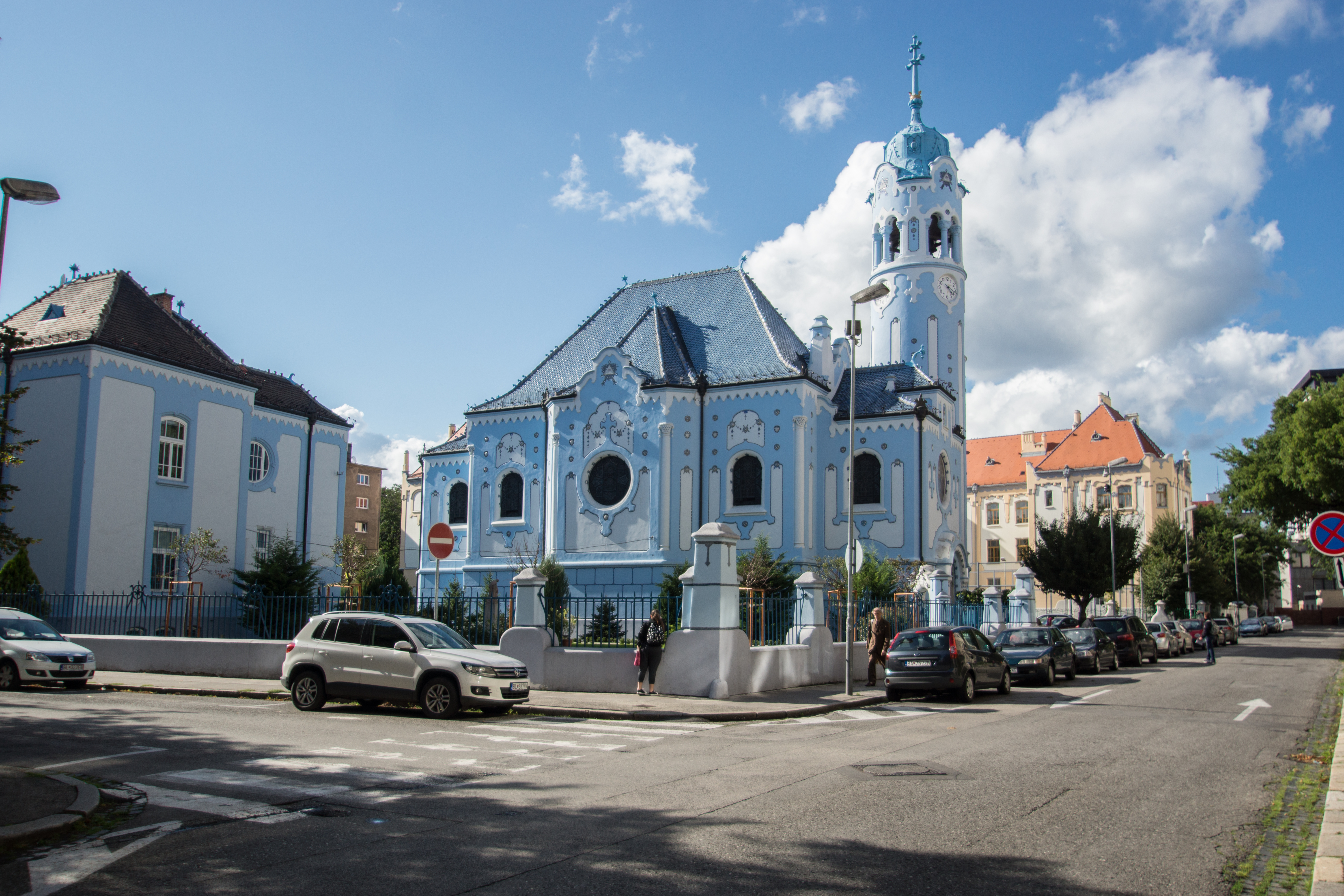
Nhà thờ Thánh Elizabeth, nổi tiếng với tên Nhà thờ Xanh ở Bratislava
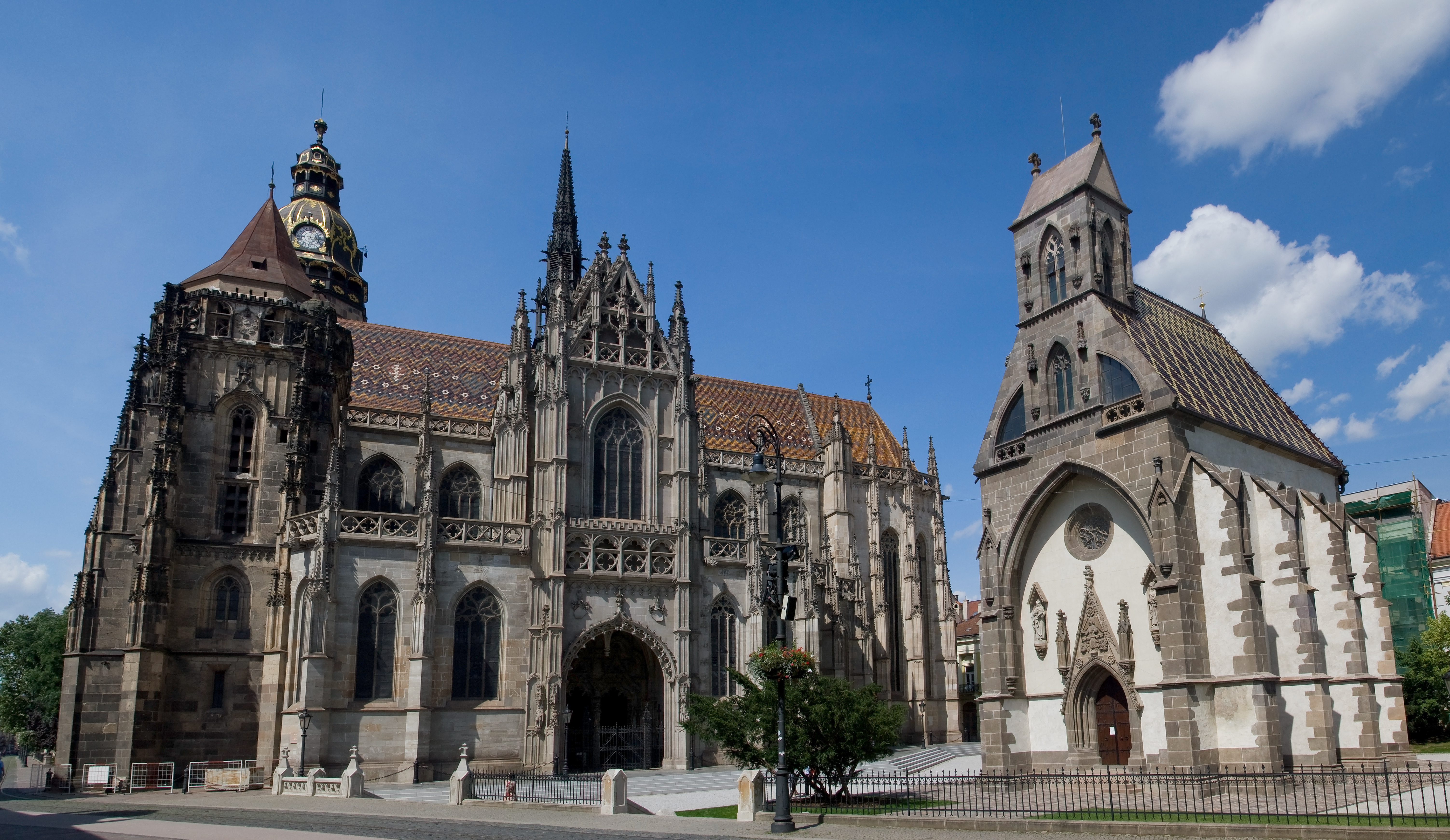
Nhà thờ chính tòa Thánh Elizabeth ở Košice là nhà thờ lớn nhất của Slovakia
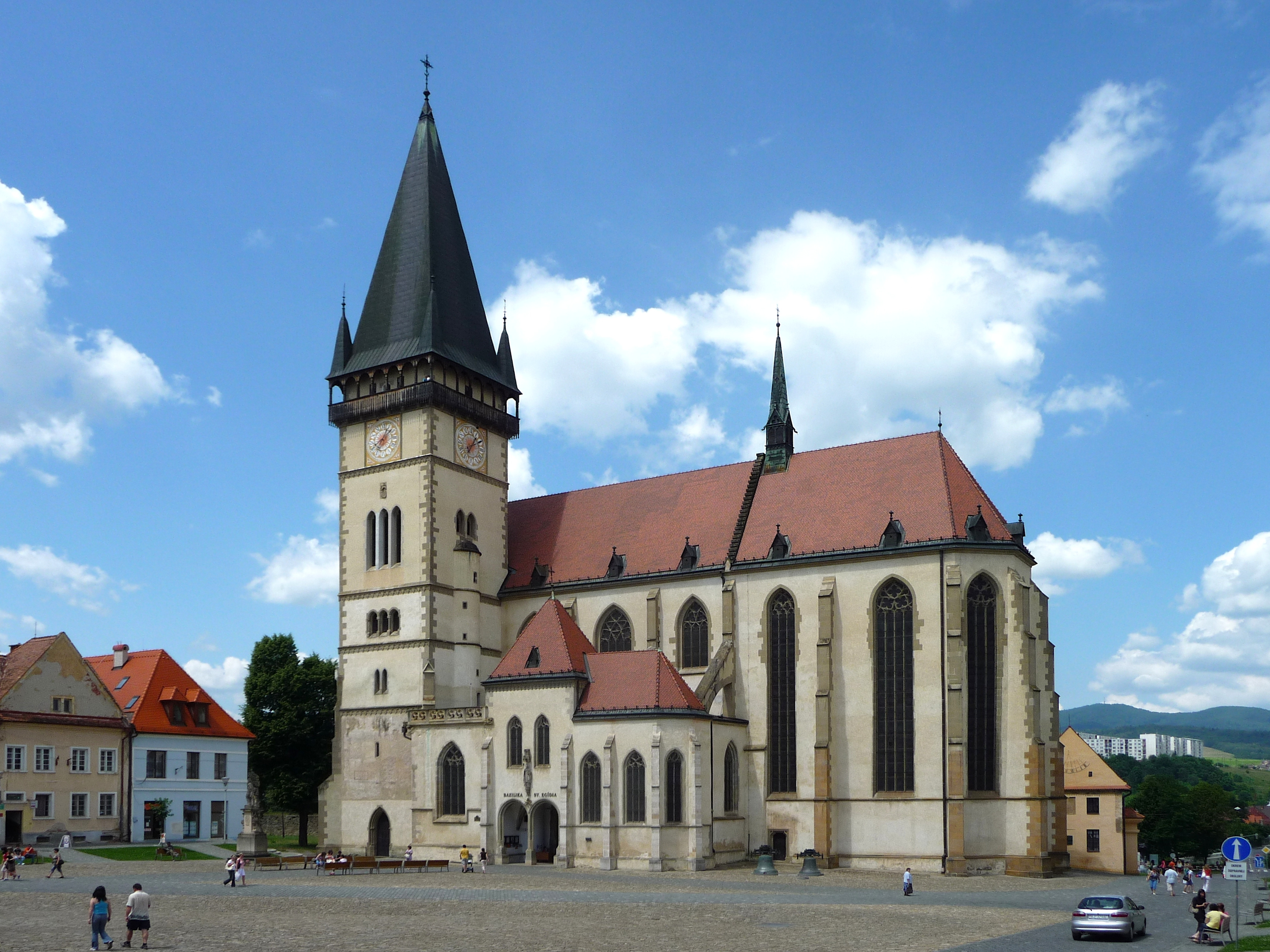
Vương cung thánh đường Thánh Giles ở Bardejov
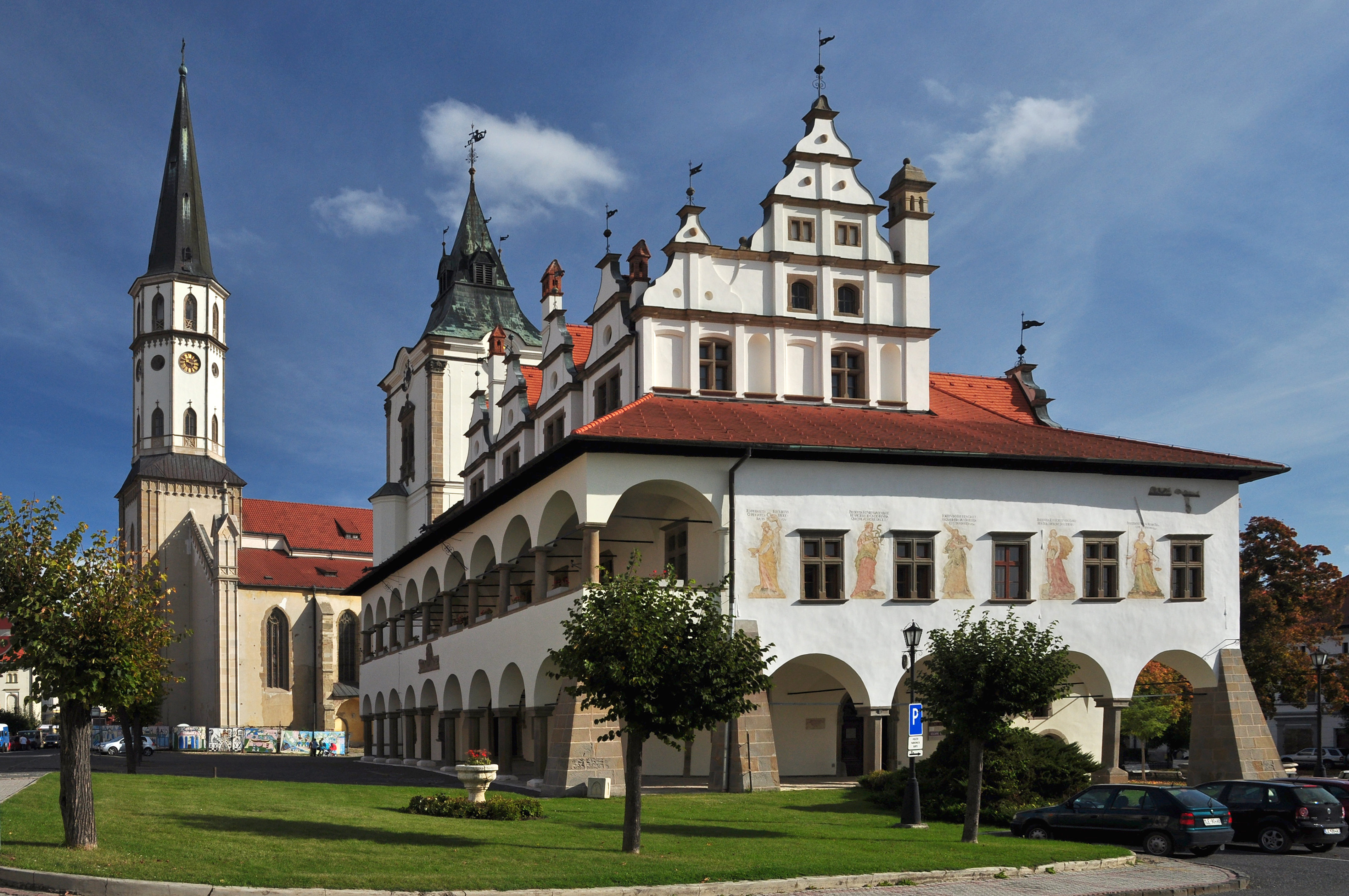
Vương cung thánh đường Thánh James ở Levoča
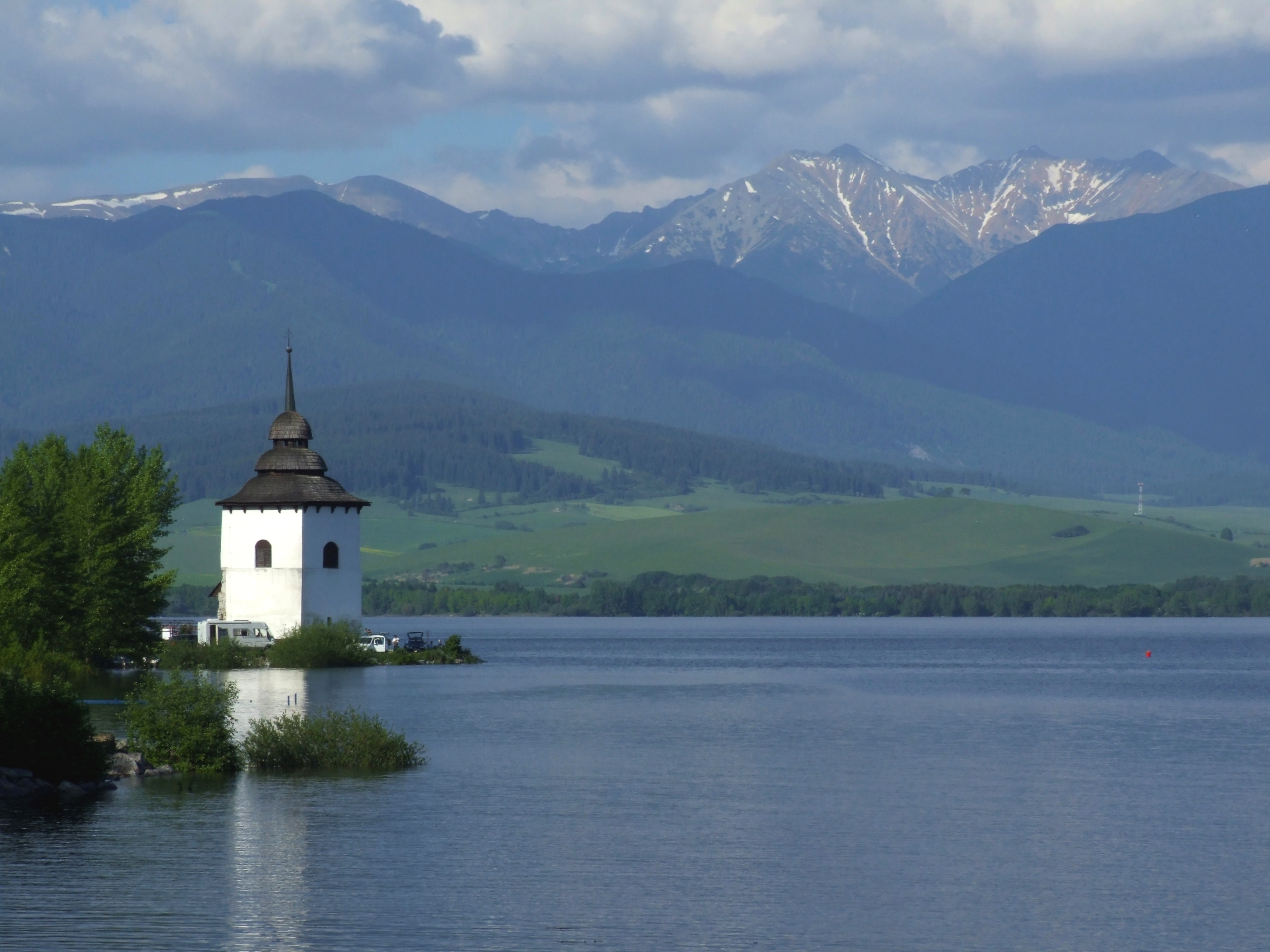
Tháp nhà thờ ở Liptovská Mara

Tông giáo ở Slovakia (2011)
| Giáo phái                   | Thành viên | %     |
| --------------------------- | ---------- | ----- |
| Công giáo La Mã             | 3.347.277  | 62%   |
|                             |            |       |
| Giáo hội Tin lành           | 372.858    | 5,9%  |
|                             |            |       |
| Công giáo Hy Lạp            | 206.871    | 3,8%  |
|                             |            |       |
| Thần học Calvin             | 98.797     | 1,8%  |
|                             |            |       |
| Giáo hội Chính thống        | 49.133     | 0,9%  |
|                             |            |       |
| Nhân Chứng Giê-hô-va        | 17.222     | 0,3%  |
|                             |            |       |
| Giáo hội Giám lý            | 10.328     | 0,2%  |
|                             |            |       |
| Không được định rõ          | 571.437    | 10,6% |
|                             |            |       |
| Không tôn giáo              | 725.362    | 13,4% |
|                             |            |       |
| Nguồn: Slovakia census 2011 |            |       |

Ngoài ra, có một lượng nhỏ các tín đồ của nhiều giáo phái Cơ đốc khác: Báp-tít, Giáo hội Brethren, Giáo hội Cơ Đốc Phục Lâm, Giáo hội Tông đồ, Phong trào Giám lý, Giáo hội Công giáo Cổ, Khoa luận giáo, các nhóm Cơ đốc giáo và Giáo hội Hu-xít Tiệp Khắc. Nhóm tà giáo lớn nhất ở Slovakia là Krug Peruna. Hơn thế nữa, nhóm có số thành viên không chỉ nằm ở Bratislava (trụ sở chính) mà còn ở nhiều thành phố khác như Martin và Košice.